# Moulins (Allier)
Moulins é uma comuna francesa na região administrativa de Auvérnia-Ródano-Alpes, no departamento Allier. Estende-se por uma área de 8,61 km². Em 2010 a comuna tinha 20 117 habitantes (densidade: 2 336,5 hab./km²).648 hab/km².